# Descanse em Paz
Descanse em Paz è il secondo album in studio del gruppo musicale hardcore punk brasiliano dei Ratos de Porão, pubblicato nel 1986.

## Tracce
1. Cérebros Atômicos
2. Morrer mais uma Vez
3. Velhus Decréptus
4. No Junk
5. Sofrimento Real
6. Juventude Perdida
7. Paranóia Nuclear
8. Descanse em Paz
9. Fora Eu
10. Aviso Final
11. Zona